# Ауэяуалько
Ауэяуалько (исп. Ahueyahualco) — посёлок в восточной части Мексики, на территории штата Веракрус. Входит в состав муниципалитета Альтотонга.

## Географическое положение
Ауэяуалько расположен на западе центральной части штата, на расстоянии приблизительно 36 километров к северо-западу от города Халапа-Энрикеса, административного центра штата. Абсолютная высота — 2163 метра над уровнем моря.

## Население
Согласно данным, полученным в ходе проведения официальной переписи 2005 года, в посёлке проживало 2515 человек (1252 мужчины и 1263 женщины). Насчитывалось 546 домов. По возрастному диапазону население распределилось следующим образом: 45,8 % — жители младше 18 лет, 48,1 % — между 18 и 59 годами и 6,1 % — в возрасте 60 лет и старше. Уровень грамотности среди жителей старше 15 лет составлял 89,5 %.
По данным переписи 2010 года, численность населения Ауэяуалько составляла 2639 человек. Динамика численности населения посёлка по годам:
| 2000 | 2005 | 2010 |
| ---- | ---- | ---- |
| 2327 | 2515 | 2639 |